# KS Luftëtari Gjirokastër
KS Luftëtari Gjirokastër este un club de fotbal din Gjirokastra, Albania care evoluează în 
Kategoria superiore.